# Falsonyctopais
Falsonyctopais is een kevergeslacht uit de familie van de boktorren (Cerambycidae). De wetenschappelijke naam van het geslacht werd voor het eerst geldig gepubliceerd in 1949 door Lepesme.

## Soorten
Falsonyctopais is monotypisch en omvat slechts de volgende soort:
- Falsonyctopais lamottei Lepesme, 1949